# 趙明 (後趙)
趙明（?—?），字显昭，五胡十六国後趙官员，南陽郡人。父亲是西晋東萊郡太守趙彭。
趙彭在西晋忠義機敏、品行方正，有佐时良才。313年四月，漢趙将軍石勒占据鄴城，右長史張賓劝他任用趙彭为魏郡太守治理鄴城。趙彭应召，哭着推辞说：「趙彭在晋室为官食禄。现在晋之宗廟为茂草，就像洪水泛滥的大河东流，一去不返。犬馬恋主，不敢忘恩。明公（石勒）应天受命，趙彭事奉属于攀龙附凤。但受人之荣，再事二君，不是趙彭所望，恐明公自身也不愿意。如果赐我余年、成全一介之愿，是明公的大惠。」張賓说他是自比商山四皓，把石勒比作刘邦。石勒于是大喜，感于他的忠節，賜安車駟馬，养以卿禄，以趙明为参軍。
333年十二月，石勒的侄子石虎摄位，趙明担任尚書。石虎要誅殺石勒的儿子，趙明劝谏道：「明帝（石勒）之功績及于皇天，为趙之太祖。怎能断絶其后」。石虎说：「这是我家事，卿不须多言」。他因直言忤旨，石虎十年没有给他升官。以正道贞固之风，当時的人将他比作蘇則。